# آلوس
آلوس اسم مدينة من مدن محافظة الأنبار وهي عبارة عن جزيرة على نهر الفرات، أحاطها الماء رويدا رويدا، تحدها بلدة جبة شرقا وقلعة حديثة غربا تعددت الروايات في تاريخ تأسيسها وذكرها الرحالة ومنهم ياقوت الحموي في كتابه معجم البلدان.
[بحاجة لمصدر]
حويجة آلوس هي جزيرة في نهر الفرات في ناحية آلوس في قضاء حديثة في محافظة الأنبار، غرب جمهورية العراق، حويجة آلوس مقاطعة رقمها 10، يربطها بقرية آلوس جسر فوق نهر الفرات.

## مقاطعات أراضي حويجة آلوس
جمعَ فرحان الحديثي في كتابه (تاريخ الحديثة) مقاطعات آراضي حويجة ألوس وفقاً للمنشور في جريدة الوقائع العراقية المقتبس من دائرة طابو حديثة:
مصیلحة، الشیخ، ناعور الشیخ، الشامیات، مهدي، مقبرة آل كافي، مقبرة آلوس، حسین، مقبرة النجارین، مقبرة آل عیسی، سلطان، مقبرة آل لطیف، حسن، مخفر الشرطة، التكية، العناب،جامع برية آلوس، القلعة، مقام حاجي مصطفی، مقبرة الشیخ أسعد، مقبرة آل عبد المنعم، طاحونة الجرابیع العامرة، طاحونة الجرابيع الخراب، طاحونة الزبيدات العامرة، طاحونة الزبیدات الخر اب، ناعور الشامية، ناعور حسین، ناعور مهدي، ناعور سلطان، ناعور حسن، ناعور القلعة، ناعور العناب.
.

## تاريخ المدينة
ومن الروايات التي سجلت في تاريخها أن نفر من قوم عاد فروا إليها وأسسوها ومما يدعم هذه الرواية أن قلعة آلوس مبنية بصخور قديمة وكبيرة والجدار الذي يستقبل مجرى النهر لا زال قائما ويصعب بناء هذا الجدار في مثل هذه الأحجار الكبيرة والثقيلة الوزن حتى لو أن الماء ساعد على تخفيف وزنها فيصعب رفعها وبناؤها مما يرجح صحة هذه الرواية واتخذها أمراء الرومان منتجعا ومنهم آلوسة التي سميت باسمه وصحفت إلى أالس وآلوس وسلقتها الألسن العربية بهذا التعريب حيث سكنها اقوام من العرب منهم قبيلة إياد قبل الإسلام ودارت قربها حروب في الموقع المسمى أم الجماجم ولا زال هناك كهف في الجانب الشامي من آلوس بهذا الاسم، وفي العصر العباسي كانت مسكونة من قبل المتصوفة الزهاد والبهاليل وهناك آثار لتسميات منها العباسية وهي جزيرة قريبة منها تقع ضمن حدود بلدة آلوس غربا ونهر أبو دلامة الواقع في الجانب الشامي من آلوس شرقا، وهناك قلعة وآثار تنسب لعلي الفارسي النحوي في الجانب الشامي من بلدة آلوس.

## الهجرة من جزيرة آلوس
وهجرت آلوس بعد الشاعر المشهور المؤيد الآلوسي حتى سكنتها الوحوش ثم كانت مآلا للزهاد مرة أخرى، واشتهرت عائلة المفسر الكبير محمود شهاب الدين الآلوسي والمعروف بالآلوسي الكبير، وهو صاحب كتاب روح المعاني ومن أولاده وأحفاده العلامة الشيخ محمود شكري الألوسي والشيخ نعمان الألوسي والشيخ أحمد شاكر الألوسي والشيخ عبد الله بهاء الدين الألوسي مفتي بغداد، وهم من العائلة الحسينية الألوسية وهم علويون النسب، حيث عرفت هذه الأسرة الألوسية بما أنجبته من علماء الدين والأدباء ويرجع نسبها إلى سبط النبي محمد.

## أشهر سكانها
ومن أشهر من سكنها الشيخ عبد القادر بن حسين عفيف الدين من أحفاد الشيخ عبد الرزاق بن عبد القادر الجيلاني الحسني النسب والحاج مصطفى الألوسي، من أحفاد الشيخ عبد العزيز بن الشيخ عبد القادر الكيلاني والشيخ بهجة الدين الآلوسي نزيل الفلوجة.
والشيخ عبد القادر الملقب بالطيار بن حسين عفيف الدين المذكور جاء من مدينة الطيارة وأبوه حسين عفيف الدين كان مختار لمدينة صيدا ومن المعلوم لدى العوائل القادرية أن أولاد الشيخ عبد الرزاق بن الشيخ عبد القادر الجيلاني انتشروا واسعا في مشارق الأرض ومغاربها ولا زال أحفاده في هذه البلدة ويلقبون بالآلوسيين.
وسكنت في آلوس قبائل عربية عديدة منهم من قبيلة إياد ومن عقيل ومن ربيعة طيء وغيرهم من القبائل العربية الأصيلة ومعروفة فروعهم الحديثة البو حياة والجغايفة وغيرها من الذين سكنوا حدود هذه البلدة والتي تشمل جزيرة آلوس والجانب الشامي عبر نهر الفرات والذي كان متصلا بها لذلك لا تجد حدودا لآلوس على جزيرة بين الفراتين المقابل لهذه البلدة بالرغم من أن سكانها غالبيتهم من الآلوسيين وكانت جبة وآلوس وحدة إدارية واحدة حتى نهاية عهد الدولة العثمانية.
أسس الشيخ عبد القادر الطيار المدرسة المعروفة باسمه وهي مدرسة لتعليم العلوم الإسلامية واللغة العربية والتاريخ وبنى مسجدا لا زال قائما فيها وتوفي سنة 999 هجرية حسب أرجح الروايات ودفن في قبة مدرسته ثم دفن من أبنائه إلى جوار هذه القبة في باحة المدرسة ومن أحفاده الشيخ زبير وأولاده ومبنى المدرسة مجاور لمبنى المسجد.
والشيخ عبد الواحد بن أحمد بن محمد بن علي بن عبد القادر الطيار من الزهاد وأهل العلم وسجلت زيارته إلى بغداد ثم إلى النجف وقيل في حقه قصيدة نظمها الشيخ رجب الراوي الحسيني النسب ومكتوبة في ديوان الشيخ عبد الواحد ومن ثم إلى ابنه السيد محمد أمين وإلى أبنائه وأحفاده مطلعها، وفد الهنا بغداد والقدوس بقدوم عبد الواحد الألوسي.

## مجالس الآلوسيين وحرصهم على طلب العلم
وكان الالوسيين تواقين للعلم والأدب حتى أن عدد المتعلمين في بداية تأسيس الدولة العراقية كبير جداً يتعلم أولادهم وبناتهم لدى الكتاتيب حتى فتحت مدرسة لهم وآخر هؤلاء الكتاتيب الملا محمد المشهداني الآلوسي ثم ينتقل بعد هذه الدراسة الملائية إلى المدرسة الدينية ومما كان يدرس فيها قطر الندى وبل الصدى ثم المغني اللبيب لابن هشام في اللغة أما في التفسير فكانوا يعتمدون على روح المعاني ولم تصلنا رواية اعتمادهم لأي تفسير قبله وتفسير الجلالين كان مشهورا بينهم والحديث يرجعون إلى التجريد الصحيح ثم مسلم والبخاري وعلى الغنية والهداية في الفقه وعلى فقه محمد بن إدريس الشافعي وأغلبهم شافعية وشبابهم يتناقلون طرائف المستطرف في كل فن مستظرف للأبشيهي والعرب الإصلاء في تلك المنطقة يكنّون الاحترام لآل بيت الرسول والسادة فيهم ولا تجد عقدة تجاه آل البيت أو العرب عندهم واشتهر بعض الألوسيين بالزهد.
وكانت دواوينهم مؤسسات ثقافية يتصدرها السادة العلماء للحديث عما ينفع الناس من أمور دينهم ويتجاذب جوانبها الأدباء في الشعر والأدب وموضع للاجتماع والتداول في امور دنياهم وأشهر دواوينهم ديوان الشيخ عبد الواحد في أوسط الجانب الشمالي من آلوس وديوان الشيخ عبد المطلب ابنه الأكبر وديوان الشيخ عبد الوهاب حفيده وهي على التوالي باتجاه الغرب.
وشرق ديوان الشيخ عبد الواحد ديوان السيد ذاكر يفصلهم شريعة ماء يسمى شط أحمد.
وهناك عديد من الدواوين التي سميت ديوانا وليس مضيفا لأنها مؤسسات ثقافية أكثر مما هي دار للضيافة مما يرجح تعلق أهلها بالعلم والأدب وعلوم الدين وعلم الأنساب.

## المواقع الأثرية في الجزيرة
وتوجد العديد من المواقع الأثرية غير المنقبة حتى يومنا هذا منها مسجد آلوس وقبة الطيار وآثار في الجانب الشامي لجزيرة عسكر وفي طيبة الاسم وخربة جنثا وبعضها قبل الإسلام وفي العصور الإسلامية المتعاقبة وحتى نهاية العهد العثماني كانت الأنبار ضمن ولاية بغداد ومقسمة إلى هيت وجبة وآلوس وعانة أما القائم فلم تظهر في آخر العهد العثماني وكانت ضمن التقسيمات التي ضمت في النهاية إلى عانة وكانت ضمن لواء الدليم عند تأسيس الدولة العراقية ثم محافظة الرمادي وهي حدود محافظة الأنبار الحالية وهي منطقة زراعية يشتغل أكثر سكانها بالزراعة عدا بعض الموظفين والتجار والحرفيين بأعداد قليلة.

## من أبرز شخصيات الآلوسيين
- الآلوسي الكبير، شهاب الدين أبو الثناء محمود بن عبد الله الحسيني الألوسي، مفسر وعالِم ومفتي ومحدث، وأديب، وفقيه (1803-1854)م.
- عبد الرحمن الآلوسي، مفسر، ومحدث، وفقيه، وأديب، وشاعر، (1804-1867)م.
- عبد الله بهاء الدين الألوسي، أديب وعالم وفقيه وخطاط وشاعر توفي عام 1874م.
- نعمان الآلوسي. أديب وواعظ وداعية وفقيه ومحدث وخطاط (1836-1899)م.
- أحمد شاكر الآلوسي، عالم وفقيه وخطاط وداعية توفي في إستانبول عام 1911م.
- علي علاء الدين الآلوسي. خطاط وقاضي وواعظ ومحدث وفقيه توفي في بغداد عام 1921م.
- محمود شكري الآلوسي. عالِم وفقيه وخطاط وشاعر ومحدث (1856-1923)م.
- مصطفى أفندي الآلوسي. عالم وفقيه وقاضي وخطاط ومحدث توفي في بغداد عام 1927م.
- محمد عارف حكمت الآلوسي، أديب وشاعر وخطاط وإداري (1855-1916)م.
- أحمد هاشم بن محمد عارف الآلوسي، شاعر تركي مشهور، (1884-1933)م.
- إبراهيم أفندي الآلوسي، عالِم وقاضي وواعظ وداعية وفقيه، ومحدث، وخطاط، (1890-1951)م، توفي في بغداد.
- إبراهيم عاكف الآلوسي، (1898م-1985)م، وهو خريج كلية الطب في إسطنبول عام 1921م، وكان وزير المعارف في العراق للفترة (1944-1946)م.
- حسام الآلوسي، فيلسوف وكاتب وأديب توفي عام 2014م.
- سالم الآلوسي، مؤرخ وكاتب وأديب توفي في عام 2014م.
- مثال الآلوسي، سياسي عراقي ومؤسس حزب الأمة العراقي